# نویبرون (تورینگن)
نویبرون (به آلمانی: Neubrunn) یک شهر در آلمان است که در اشمالکالدن-ماینینگن واقع شده‌است. نویبرون ۶۱۷ نفر جمعیت دارد.